# La Grandville
La Grandville är en kommun i departementet Ardennes i regionen Grand Est (tidigare regionen Champagne-Ardenne) i nordöstra Frankrike. Kommunen ligger  i kantonen Villers-Semeuse som ligger i arrondissementet Charleville-Mézières. År 2022 hade La Grandville 765 invånare.

## Befolkningsutveckling
Antalet invånare i kommunen La Grandville
Referens: INSEE